# Магистр оффиций
Маги́стр оффи́ций (лат. magister officiorum  (буквально с латыни : «начальник (надзиратель) должностей») — в поздней Римской империи один из высших гражданских чиновников. В его ведении находилась дворцовая администрация (в частности, он имел право судить преступления дворцовых служащих). Ему подчинялась имперская канцелярия (лат. scrinia), он разбирал петиции и жалобы, посланные на имя императора. Как высший администратор дворца, он ведал приёмом посольств и заведовал «переводчиками со всех языков» (лат. interpretes omnium gentium). Среди подчинённых магистра оффиций были также секретные службы (agentes in rebus и curiosi) и личная охрана императора (лат. scholae palatinae).
Помимо этого, магистр оффиций заведовал фабриками по производству оружия (щитов, стрел, панцирей, метательных машин и другого вооружения) и государственной транспортной системой cursus publicus.
впервые документируется при императоре Константине I , но, возможно, была учреждена уже Диоклетианом .
Во главе судебных учреждений стоял magister officiorum (militia palatina) ; Ему, помимо прочего, подчинялись Agentes in rebus и государственной почтовой системе (cursus publicus), а также большинство дворцовых чиновников, например квестор Sasri palatii . При каждом императорском дворе был magister officiorum, который также автоматически становился членом соответствующего консисториума, позднеримского тайного совета, который давал советы императору и принимал важные решения. Даже после распада Западной Римской империи в 476 году офис продолжался на западе при Одоакре и остготах ; Он исчез здесь вместе с западно-римским двором в 554 году. В VI веке он также засвидетельствован при дворе Меровингов в Галлии (документально зафиксировано, что Патриций Парфений занимал эту должность в 544 году).
Магистр офицерум часто имел задачи и полномочия, выходящие за рамки императорского двора. Он отвечал за надзор за императорскими оружейными заводами, и, по крайней мере, в Восточном Риме, начиная с V века, ему частично подчинялись также лимитаны, пограничные войска, которыми он обычно не командовал напрямую, а лишь руководил. Он также командовал частью дворцовой стражи (но не над excubitores, подчинявшимися своим comes, и Protectores Domestici). В исключительных случаях его также использовали в качестве военачальника, например, в 504 году magister officiorum Celer в Персидской войне императора Анастасия . Наряду с префектом преторио, главой официальной милиции, он был, вероятно, самым влиятельным гражданским чиновником в поздней Римской империи, не в последнюю очередь из-за своей близости к императорам.
Со временем ведомство часто брало на себя координацию внешней политики (еще в конце IV века официальные переводчики по этой причине также подчинялись magister officiorum). Одним из наиболее важных лиц, занимавших эту должность, был Петр Патриций, который занимал ее с 539 по 565 год и в этом качестве предпринял несколько дипломатических миссий для императора Юстиниана . В Италии должность, имевшая еще большое значение при остготах, исчезла в ходе Готских войн около 550 г. (официально для Италии она была упразднена в 554 г.), а в Восточном Риме лишь во время потрясений VII в.